# Vernix
Vernix – miejscowość i gmina we Francji, w regionie Normandia, w departamencie Manche.
Według danych na rok 1990 gminę zamieszkiwały 143 osoby, a gęstość zaludnienia wynosiła 24 osoby/km² (wśród 1815 gmin Dolnej Normandii Vernix plasuje się na 743. miejscu pod względem liczby ludności, natomiast pod względem powierzchni na miejscu 802.).